# Semiespai
En geometria, un semiespai és qualsevol de les dues parts en les quals un pla divideix l'espai euclidià tridimensional. Més generalment, un semiespai és qualsevol de les dues parts en les quals un hiperplà divideix un espai afí. És a dir, els punts que no són incidents a l'hiperplà són particionats en dos conjunts convexos (és a dir, semiespais) tals que qualsevol subespai que connecta un punt d'un conjunt a un punt de l'altre ha d'intersecar l'hiperplà.
Un semiespai pot ser o bé obert o bé tancat. Un semiespai obert és qualsevol dels dos conjunts oberts produïts per la sostracció d'un hiperplà de l'espai afí. Un semiespai tancat, d'altra banda, és la unió d'un semiespai obert i l'hiperplà que el defineix.
Si l'espai és bidimensional, llavors el semiespai s'anomena semiplà (obert o tancat). Un semiespai en l'espai unidimensional s'anomena raig.

## Definició a partir d'una inequació
Un semiespai es pot definir a partir d'una inequació lineal, derivada de l'equació lineal que especifica l'hiperplà que el conforma. Una desigualtat (inequació) lineal estricta defineix un semiespai obert:
{\displaystyle a_{1}x_{1}+a_{2}x_{2}+\cdots +a_{n}x_{n}>b}
Una no estrica defineix, d'altra banda, un semiespai tancat:
{\displaystyle a_{1}x_{1}+a_{2}x_{2}+\cdots +a_{n}x_{n}\geq b}
Aquí s'assumeix que no tots els nombres reals a1, a₂, ..., an són zero.

## Propietats
- Un semiespai és un conjunt convex
- Qualsevol conjunt convex es pot descriure com la intersecció (possiblement infinita) de semiespais

## Semiespais superior i inferior
El semiespai superior és el semiespai de tot (x1, x₂, ..., xn) tal que xn > 0 (≥ 0). El semiespai inferior es defineix de manera similar, però requereix que xn siguin no positius.